# Azai Nagamasa
Azai Nagamasa (浅井長政?   1545 - 26 de septiembre de 1573) fue un daimyō durante el período Sengoku de la historia de Japón. Su clan, el clan Azai dominaba la región norte de la Provincia de Ōmi, al este del Lago Biwa. Fue tanto cuñado como 
enemigo del legendario Oda Nobunaga, quien destruyó al clan casi por completo en agosto de 1573. Entre las más grandes batallas que protagonizó están la de Anegawa de 1570 y los Asedios de Odani que tuvieron lugar entre 1570 y 1573.

## Biografía
Azai Nagamasa fue hijo de Azai Hisamasa, de quien heredó el liderazgo del clan en 1560. Hisamasa fue convencido por muchos de sus vasallos de retirarse y dejarle el liderazgo a Nagamasa. Nagamasa peleó exitosamente en contra de Rokkaku Yoshitaka y Saitō Tatsuoki entre 1560 y 1564. 
Nagamasa contrajo nupcias con Oichi, hermana de Nobunaga en 1564, como parte de un movimiento estratégico para salvaguardar los intereses del clan Oda en la región.
En 1570, Oda Nobunaga le declaró la guerra al clan Asakura de Echizen. Los Asakura y los Azai habían sido aliados desde los tiempos del abuelo de Nagamasa, por lo que este conflicto dividió las opiniones entre los integrantes del clan: la mayoría de los vasallos favorecían la alianza con los Asakura mientras que algunos otros, incluyendo a Nagamasa, favorecían mantenerse neutrales. Al final, el clan Azai decidió honrar la antigua alianza con los Asakura y mandaron tropas en su auxilio. Esta decisión ocasionó que el ejército de Nobunaga, que ya marchaba en camino a las tierras de los Asakura, regresara a Kioto. Sin embargo, pocos meses después las tropas de Nobunaga re emprenderían la marcha, ya no contra los Asakura, sino contra el clan Azai.
En el verano de 1570, Nobunaga y Tokugawa Ieyasu llevaron un ejército de entre 20 y 30,000 soldados al norte de Ōmi. Los Azai pidieron auxilio a sus aliados los Asakura y pudieron armar un ejército que sumaba entre los 15 y 20,000 elementos. Ambos bandos se encontraron en el frente de batalla a orillas del río Ane (Anegawa) por lo que esta toma su nombre y es recordada como la Batalla de Anegawa.
Durante el enfrentamiento las fuerzas de Nobunaga se encararon con las del clan Azai, mientras que Ieyasu se enfrentó con las de los Asakura. Ieyasu concluyó los enfrentamientos rápidamente, por lo que dirigió a su ejército en contra de las del clan Azai atacando por su flanco derecho, obligándolos a retirarse.
En el transcurso de dos años, Azai Nagamasa estuvo bajo la amenaza constante de las agresiones de Nobunaga, las cuales en varias ocasiones derivaron en asedios a Odani.
Durante el Asedio de Odani de 1573, Nobunaga persiguió a las fuerzas de Asakura hasta su territorio, donde después de poco tiempo, fueron destruidos. Nobunaga entonces regresó y continuó con el asedio. Nagamasa sabía que no tenía posibilidades de ganar, por lo que envió a su esposa Oichi y sus tres hijas de regreso con el clan Oda donde se les permitió vivir.
Nagamasa decide entonces asediar el campamento principal de las fuerzas del clan Oda pero falla en el intento y es capturado, donde decide unirse a Nobunaga junto con su hijo.
Tres de las hijas de Nagamasa son famosas por casarse con hombres influyentes de la época. Estas fueron:
- Chacha o Yodo Ono, segunda esposa de Toyotomi Hideyoshi y madre del heredero de Hideyoshi, Hideyori.
- Hatsu, esposa del daimyō Kyogoku Takatsugu
- Oeyo, o Sūgen'in, esposa del segundo shogun Tokugawa, Hidetada y madre de sus sucesor Iemitsu.